# Новобудова
Новобудова (укр. Новобудова) — село,
Бабичовский сельский совет,
Глобинский район,
Полтавская область,
Украина.
Код КОАТУУ — 5320680403. Население по переписи 2001 года составляло 64 человека. По данным отчета 2024 года в селе зарегистрировано 25 человек.

## Географическое положение
Село Новобудова находится в 2,5 км от левого берега реки Сухой Кагамлык,
между сёлами Устимовка и Шепелевка (2 км).

## История
- 2008 — изменён статус с посёлка на село.[3]